# Christian Nicolaus Carstens

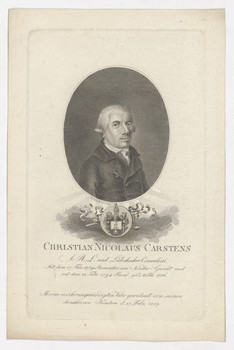
Christian Schule (Stecher): Christian Nicolaus Carstens zum 50. Amtsjubiläum 1809

Christian Nicolaus Carstens, auch Christian Nikolaus Carstens (* 15. Februar 1736 in Lübeck; † 15. Dezember 1819 ebenda) war ein deutscher Jurist und Experte im Lübischen Recht.

## Leben
Christian Nicolaus Carstens entstammte einer Lübecker Theologen- und Juristenfamilie. Er war ein Sohn von Meno Nicolaus Carstens, Prediger am Dom zu Lübeck und seiner Frau Catharina geb. Tesdorpf. Der Senior Johann Heinrich Carstens (1738–1829) war sein jüngerer Bruder. Bis 1755 besuchte er das Katharineum zu Lübeck, zusammen mit Adolph Friedrich Trendelenburg, der für den Abschlussjahrgang eine lateinische Gratulationsschrift verfasste. Als Stipendiat der Paulischen Familienstiftung studierte er Rechtswissenschaften an der Universität Jena. 1758 wurde er hier unter Vorsitz von Christian Gottlieb Buder zum Lizentiaten (Lic. jur.) promoviert.
Er kehrte in seine Heimatstadt zurück und wurde am 17. Februar 1759 zum Prokurator am Niedergericht berufen. Am 28. Februar 1794 ernannte ihn der Rat zum Fiskal. 1809 konnte er sein 50-jähriges Amtsjubiläum feiern.
Carstens verfasste eine große Zahl an Gutachten und Aufsätzen zum Lübischen Recht, insbesondere zu seinen Besonderheiten des Ehe- und Erbrechts.
1768 stellte er in einem Manuskript eine Vollständige Sammlung aller Recesse und Concordaten zwischen Rat und Bürgerschaft der Stadt Lübeck zusammen. 1803 aktualisierte er die 1776 von Carl Henrich Dreyer zusammengestellte Bibliographie zum Lübschen Recht.
Seit 1774 befand sich das Grundstück Breite Straße MMQ 818 (heutige Hausnr. 42) in seinem Eigentum.
Er war verheiratet mit Magdalena Margareta, geb. Wilcken. Der Wette-Aktuar Nicolaus Carstens (1773–1834) und der Arzt Christian Joachim Carstens (1781–1814) waren Söhne des Paares.

## Werke
- Vindiciarvm Adversvs Obtrectatores Ivramenti Religionis Specimen. Jena: Tennemann 1757.
- Commentatio iuris publici de praescriptione inter gentes locum non habente. Jena: Marggraf 1758.
- Dissertatio inauguralis, florum sparsionem ad potiora privilegiorum Lubecensium capita exhibens. Jena 1758.
- Beytrag zum deutschen Rechte durch einen Versuch einer Erklärung des Art. 10. Tit. I. Lib. 3. des Lübeckischen Stadt-Rechts : besonders vom Bergen und Dachdings auftragen.[7] Lübeck: Bohn 1796 (Digitalisat, Universitäts- und Landesbibliothek Sachsen-Anhalt)
- Beyträge zur Erläuterung des Lübeckschen Rechts.

Erste Sammlung, Lübeck: Bohn 1801 (Digitalisat, Staatsbibliothek Berlin)
Zweite Sammlung, Lübeck: Bohn 1814.
- Accessiones ad bibliothecam juris Lubecensis. Lübeck 1803.
- Auch ein Wort über die Theorie der ehelichen Gütergemeinschaft nach Lübischem Rechte. Lübeck 1811.
- Zweiter Beytrag zu der Lehre von der continuirten Gütergemeinschaft zwischen Altern und Kindern nach Lübischem Recht. Lübeck 1819.